# Arctic Race of Norway 2022
L'Arctic Race of Norway 2022 est la 9e édition de cette course cycliste masculine sur route. Elle a lieu du 11 au 14 août 2022 en Norvège et fait partie du calendrier UCI ProSeries 2022.

## Présentation

### Équipes
| WorldTeams (6)- Astana Qazaqstan Team - Cofidis - Intermarché-Wanty-Gobert Matériaux - BikeExchange-Jayco - Team DSM - Israel-Premier Tech ProTeams (10)- Alpecin-Deceuninck - Arkéa-Samsic - B&B Hotels-KTM - Bingoal Pauwels Sauces WB - Burgos-BH - Euskaltel-Euskadi - Human Powered Health - Sport Vlaanderen-Baloise - Uno-X Pro Cycling Team - TotalEnergies Équipes continentales (3)- Coop - China Glory Continental Cycling Team - Trinity Racing |
| |

### Étapes
| Étape     | Date    | Villes étapes         | type            | Distance (km) | Vainqueur d'étape  | Leader du classement général |
| --------- | ------- | --------------------- | --------------- | ------------- | ------------------ | ---------------------------- |
| 1re étape | 11 août | Mo i Rana – Mo i Rana | étape de plaine | 185           | Axel Zingle        | Axel Zingle                  |
| 2e étape  | 12 août | Mosjøen – Brønnøysund | étape de plaine | 155           | Dylan Groenewegen  | Axel Zingle                  |
| 3e étape  | 13 août | Namsos – Levanger     | étape vallonnée | 180           | Victor Lafay       | Victor Lafay                 |
| 4e étape  | 14 août | Trondheim – Trondheim | étape vallonnée | 160           | Andreas Leknessund | Andreas Leknessund           |

## Déroulement de la course

### 1reétape
| \| Classement de l'étape \| Classement de l'étape \| Classement de l'étape \| Classement de l'étape \| Classement de l'étape \| \| Coureur \| Coureur \| Pays \| Équipe \| Temps \| \| --------------------- \| --------------------- \| --------------------- \| ---------------------------------- \| --------------------- \| \| 1er \| Axel Zingle \| France \| Cofidis \| \| \| 2e \| Gleb Syritsa \| Russie \| Astana Qazaqstan Team \| + 1 s \| \| 3e \| Mathieu Burgaudeau \| France \| TotalEnergies \| + 1 s \| \| 4e \| Amaury Capiot \| Belgique \| Arkéa-Samsic \| + 1 s \| \| 5e \| Nick Schultz \| Australie \| BikeExchange-Jayco \| + 1 s \| \| 6e \| Maurice Ballerstedt \| Allemagne \| Alpecin-Deceuninck \| + 1 s \| \| 7e \| Håkon Aalrust \| Norvège \| Team Coop \| + 1 s \| \| 8e \| Andreas Stokbro \| Danemark \| Team Coop \| + 1 s \| \| 9e \| Antonio Angulo \| Espagne \| Euskaltel-Euskadi \| + 1 s \| \| 10e \| Quinten Hermans \| Belgique \| Intermarché-Wanty-Gobert Matériaux \| + 1 s \| |                     |           |                                    |       |
| |                     |           |                                    |       |
| Source : ProCyclingStats |                     |           |                                    |       |
| Classement de l'étape |                     |           |                                    |       |
| Coureur | Coureur             | Pays      | Équipe                             | Temps |
| 1er | Axel Zingle         | France    | Cofidis                            |       |
| 2e | Gleb Syritsa        | Russie    | Astana Qazaqstan Team              | + 1 s |
| 3e | Mathieu Burgaudeau  | France    | TotalEnergies                      | + 1 s |
| 4e | Amaury Capiot       | Belgique  | Arkéa-Samsic                       | + 1 s |
| 5e | Nick Schultz        | Australie | BikeExchange-Jayco                 | + 1 s |
| 6e | Maurice Ballerstedt | Allemagne | Alpecin-Deceuninck                 | + 1 s |
| 7e | Håkon Aalrust       | Norvège   | Team Coop                          | + 1 s |
| 8e | Andreas Stokbro     | Danemark  | Team Coop                          | + 1 s |
| 9e | Antonio Angulo      | Espagne   | Euskaltel-Euskadi                  | + 1 s |
| 10e | Quinten Hermans     | Belgique  | Intermarché-Wanty-Gobert Matériaux | + 1 s |

| \| Classement général \| Classement général \| Classement général \| Classement général \| Classement général \| \| Coureur \| Coureur \| Pays \| Équipe \| Temps \| \| ------------------ \| ------------------- \| ------------------ \| ------------------------ \| ------------------ \| \| 1er \| Axel Zingle \| France \| Cofidis \| \| \| 2e \| Mathieu Burgaudeau \| France \| TotalEnergies \| + 4 s \| \| 3e \| Gleb Syritsa \| Russie \| Astana Qazaqstan Team \| + 5 s \| \| 4e \| Kristian Aasvold \| Norvège \| Human Powered Health \| + 8 s \| \| 5e \| Kenneth Van Rooy \| Belgique \| Sport Vlaanderen-Baloise \| + 8 s \| \| 6e \| Sjoerd Bax \| Pays-Bas \| Alpecin-Deceuninck \| + 9 s \| \| 7e \| Amaury Capiot \| Belgique \| Arkéa-Samsic \| + 11 s \| \| 8e \| Nick Schultz \| Australie \| BikeExchange-Jayco \| + 11 s \| \| 9e \| Maurice Ballerstedt \| Allemagne \| Alpecin-Deceuninck \| + 11 s \| \| 10e \| Håkon Aalrust \| Norvège \| Team Coop \| + 11 s \| |                     |           |                          |        |
| |                     |           |                          |        |
| Source : ProCyclingStats |                     |           |                          |        |
| Classement général |                     |           |                          |        |
| Coureur | Coureur             | Pays      | Équipe                   | Temps  |
| 1er | Axel Zingle         | France    | Cofidis                  |        |
| 2e | Mathieu Burgaudeau  | France    | TotalEnergies            | + 4 s  |
| 3e | Gleb Syritsa        | Russie    | Astana Qazaqstan Team    | + 5 s  |
| 4e | Kristian Aasvold    | Norvège   | Human Powered Health     | + 8 s  |
| 5e | Kenneth Van Rooy    | Belgique  | Sport Vlaanderen-Baloise | + 8 s  |
| 6e | Sjoerd Bax          | Pays-Bas  | Alpecin-Deceuninck       | + 9 s  |
| 7e | Amaury Capiot       | Belgique  | Arkéa-Samsic             | + 11 s |
| 8e | Nick Schultz        | Australie | BikeExchange-Jayco       | + 11 s |
| 9e | Maurice Ballerstedt | Allemagne | Alpecin-Deceuninck       | + 11 s |
| 10e | Håkon Aalrust       | Norvège   | Team Coop                | + 11 s |

### 2eétape
| \| Classement de l'étape \| Classement de l'étape \| Classement de l'étape \| Classement de l'étape \| Classement de l'étape \| \| Coureur \| Coureur \| Pays \| Équipe \| Temps \| \| --------------------- \| ---------------------- \| --------------------- \| ------------------------------------ \| --------------------- \| \| 1er \| Dylan Groenewegen \| Pays-Bas \| BikeExchange-Jayco \| 3 h 41 min 17 s \| \| 2e \| Amaury Capiot \| Belgique \| Arkéa-Samsic \| + 0 s \| \| 3e \| Edvald Boasson Hagen \| Norvège \| TotalEnergies \| + 0 s \| \| 4e \| Blake Quick \| Australie \| Trinity Racing \| + 0 s \| \| 5e \| Matteo Malucelli \| Italie \| China Glory Continental Cycling Team \| + 0 s \| \| 6e \| Florian Dauphin \| France \| B&B Hotels-KTM \| + 0 s \| \| 7e \| Krists Neilands \| Lettonie \| Israel-Premier Tech \| + 0 s \| \| 8e \| Matthew Gibson \| Royaume-Uni \| Human Powered Health \| + 0 s \| \| 9e \| Martin Bugge Urianstad \| Norvège \| Uno-X Pro Cycling Team \| + 0 s \| \| 10e \| Gleb Syritsa \| Russie \| Astana Qazaqstan Team \| + 0 s \| |                        |             |                                      |                 |
| |                        |             |                                      |                 |
| Source : ProCyclingStats |                        |             |                                      |                 |
| Classement de l'étape |                        |             |                                      |                 |
| Coureur | Coureur                | Pays        | Équipe                               | Temps           |
| 1er | Dylan Groenewegen      | Pays-Bas    | BikeExchange-Jayco                   | 3 h 41 min 17 s |
| 2e | Amaury Capiot          | Belgique    | Arkéa-Samsic                         | + 0 s           |
| 3e | Edvald Boasson Hagen   | Norvège     | TotalEnergies                        | + 0 s           |
| 4e | Blake Quick            | Australie   | Trinity Racing                       | + 0 s           |
| 5e | Matteo Malucelli       | Italie      | China Glory Continental Cycling Team | + 0 s           |
| 6e | Florian Dauphin        | France      | B&B Hotels-KTM                       | + 0 s           |
| 7e | Krists Neilands        | Lettonie    | Israel-Premier Tech                  | + 0 s           |
| 8e | Matthew Gibson         | Royaume-Uni | Human Powered Health                 | + 0 s           |
| 9e | Martin Bugge Urianstad | Norvège     | Uno-X Pro Cycling Team               | + 0 s           |
| 10e | Gleb Syritsa           | Russie      | Astana Qazaqstan Team                | + 0 s           |

| \| Classement général \| Classement général \| Classement général \| Classement général \| Classement général \| \| Coureur \| Coureur \| Pays \| Équipe \| Temps \| \| ------------------ \| -------------------- \| ------------------ \| ---------------------------------- \| ------------------ \| \| 1er \| Axel Zingle \| France \| Cofidis \| 8 h 31 min 14 s \| \| 2e \| Mathieu Burgaudeau \| France \| TotalEnergies \| + 5 s \| \| 3e \| Amaury Capiot \| Belgique \| Arkéa-Samsic \| + 7 s \| \| 4e \| Gleb Syritsa \| Russie \| Astana Qazaqstan Team \| + 7 s \| \| 5e \| Edvald Boasson Hagen \| Norvège \| TotalEnergies \| + 9 s \| \| 6e \| Kenneth Van Rooy \| Belgique \| Sport Vlaanderen-Baloise \| + 10 s \| \| 7e \| Kristian Aasvold \| Norvège \| Human Powered Health \| + 10 s \| \| 8e \| Sven Erik Bystrøm \| Norvège \| Intermarché-Wanty-Gobert Matériaux \| + 10 s \| \| 9e \| Liam Johnston \| Australie \| Trinity Racing \| + 10 s \| \| 10e \| Sjoerd Bax \| Pays-Bas \| Alpecin-Deceuninck \| + 11 s \| |                      |           |                                    |                 |
| |                      |           |                                    |                 |
| Source : ProCyclingStats |                      |           |                                    |                 |
| Classement général |                      |           |                                    |                 |
| Coureur | Coureur              | Pays      | Équipe                             | Temps           |
| 1er | Axel Zingle          | France    | Cofidis                            | 8 h 31 min 14 s |
| 2e | Mathieu Burgaudeau   | France    | TotalEnergies                      | + 5 s           |
| 3e | Amaury Capiot        | Belgique  | Arkéa-Samsic                       | + 7 s           |
| 4e | Gleb Syritsa         | Russie    | Astana Qazaqstan Team              | + 7 s           |
| 5e | Edvald Boasson Hagen | Norvège   | TotalEnergies                      | + 9 s           |
| 6e | Kenneth Van Rooy     | Belgique  | Sport Vlaanderen-Baloise           | + 10 s          |
| 7e | Kristian Aasvold     | Norvège   | Human Powered Health               | + 10 s          |
| 8e | Sven Erik Bystrøm    | Norvège   | Intermarché-Wanty-Gobert Matériaux | + 10 s          |
| 9e | Liam Johnston        | Australie | Trinity Racing                     | + 10 s          |
| 10e | Sjoerd Bax           | Pays-Bas  | Alpecin-Deceuninck                 | + 11 s          |

### 3eétape
| \| Classement de l'étape \| Classement de l'étape \| Classement de l'étape \| Classement de l'étape \| Classement de l'étape \| \| Coureur \| Coureur \| Pays \| Équipe \| Temps \| \| --------------------- \| --------------------- \| --------------------- \| ---------------------------------- \| --------------------- \| \| 1er \| Victor Lafay \| France \| Cofidis \| 4 h 09 min 29 s \| \| 2e \| Kévin Vauquelin \| France \| Arkéa-Samsic \| + 3 s \| \| 3e \| Hugo Houle \| Canada \| Israel-Premier Tech \| + 3 s \| \| 4e \| Sven Erik Bystrøm \| Norvège \| Intermarché-Wanty-Gobert Matériaux \| + 3 s \| \| 5e \| Carl Fredrik Hagen \| Norvège \| Israel-Premier Tech \| + 3 s \| \| 6e \| Quinten Hermans \| Belgique \| Intermarché-Wanty-Gobert Matériaux \| + 3 s \| \| 7e \| Jason Osborne \| Allemagne \| Alpecin-Deceuninck \| + 3 s \| \| 8e \| Nick Schultz \| Australie \| BikeExchange-Jayco \| + 3 s \| \| 9e \| Igor Chzhan \| Kazakhstan \| Astana Qazaqstan Team \| + 3 s \| \| 10e \| Nicola Conci \| Italie \| Alpecin-Deceuninck \| + 3 s \| |                    |            |                                    |                 |
| |                    |            |                                    |                 |
| Source : ProCyclingStats |                    |            |                                    |                 |
| Classement de l'étape |                    |            |                                    |                 |
| Coureur | Coureur            | Pays       | Équipe                             | Temps           |
| 1er | Victor Lafay       | France     | Cofidis                            | 4 h 09 min 29 s |
| 2e | Kévin Vauquelin    | France     | Arkéa-Samsic                       | + 3 s           |
| 3e | Hugo Houle         | Canada     | Israel-Premier Tech                | + 3 s           |
| 4e | Sven Erik Bystrøm  | Norvège    | Intermarché-Wanty-Gobert Matériaux | + 3 s           |
| 5e | Carl Fredrik Hagen | Norvège    | Israel-Premier Tech                | + 3 s           |
| 6e | Quinten Hermans    | Belgique   | Intermarché-Wanty-Gobert Matériaux | + 3 s           |
| 7e | Jason Osborne      | Allemagne  | Alpecin-Deceuninck                 | + 3 s           |
| 8e | Nick Schultz       | Australie  | BikeExchange-Jayco                 | + 3 s           |
| 9e | Igor Chzhan        | Kazakhstan | Astana Qazaqstan Team              | + 3 s           |
| 10e | Nicola Conci       | Italie     | Alpecin-Deceuninck                 | + 3 s           |

| \| Classement général \| Classement général \| Classement général \| Classement général \| Classement général \| \| Coureur \| Coureur \| Pays \| Équipe \| Temps \| \| ------------------ \| ------------------ \| ------------------ \| ---------------------------------- \| ------------------ \| \| 1er \| Victor Lafay \| France \| Cofidis \| 12 h 40 min 56 s \| \| 2e \| Kévin Vauquelin \| France \| Arkéa-Samsic \| + 7 s \| \| 3e \| Hugo Houle \| Canada \| Israel-Premier Tech \| + 9 s \| \| 4e \| Sven Erik Bystrøm \| Norvège \| Intermarché-Wanty-Gobert Matériaux \| + 10 s \| \| 5e \| Nick Schultz \| Australie \| BikeExchange-Jayco \| + 13 s \| \| 6e \| Quinten Hermans \| Belgique \| Intermarché-Wanty-Gobert Matériaux \| + 13 s \| \| 7e \| Carl Fredrik Hagen \| Norvège \| Israel-Premier Tech \| + 13 s \| \| 8e \| Jason Osborne \| Allemagne \| Alpecin-Deceuninck \| + 13 s \| \| 9e \| Nicola Conci \| Italie \| Alpecin-Deceuninck \| + 19 s \| \| 10e \| Sjoerd Bax \| Pays-Bas \| Alpecin-Deceuninck \| + 20 s \| |                    |           |                                    |                  |
| |                    |           |                                    |                  |
| Source : ProCyclingStats |                    |           |                                    |                  |
| Classement général |                    |           |                                    |                  |
| Coureur | Coureur            | Pays      | Équipe                             | Temps            |
| 1er | Victor Lafay       | France    | Cofidis                            | 12 h 40 min 56 s |
| 2e | Kévin Vauquelin    | France    | Arkéa-Samsic                       | + 7 s            |
| 3e | Hugo Houle         | Canada    | Israel-Premier Tech                | + 9 s            |
| 4e | Sven Erik Bystrøm  | Norvège   | Intermarché-Wanty-Gobert Matériaux | + 10 s           |
| 5e | Nick Schultz       | Australie | BikeExchange-Jayco                 | + 13 s           |
| 6e | Quinten Hermans    | Belgique  | Intermarché-Wanty-Gobert Matériaux | + 13 s           |
| 7e | Carl Fredrik Hagen | Norvège   | Israel-Premier Tech                | + 13 s           |
| 8e | Jason Osborne      | Allemagne | Alpecin-Deceuninck                 | + 13 s           |
| 9e | Nicola Conci       | Italie    | Alpecin-Deceuninck                 | + 19 s           |
| 10e | Sjoerd Bax         | Pays-Bas  | Alpecin-Deceuninck                 | + 20 s           |

### 4eétape
| \| Classement de l'étape \| Classement de l'étape \| Classement de l'étape \| Classement de l'étape \| Classement de l'étape \| \| Coureur \| Coureur \| Pays \| Équipe \| Temps \| \| --------------------- \| --------------------- \| --------------------- \| ---------------------------------- \| --------------------- \| \| 1er \| Andreas Leknessund \| Norvège \| Team DSM \| 3 h 30 min 26 s \| \| 2e \| Nicola Conci \| Italie \| Alpecin-Deceuninck \| + 16 s \| \| 3e \| Axel Zingle \| France \| Cofidis \| + 18 s \| \| 4e \| Max Poole \| Royaume-Uni \| Team DSM \| + 18 s \| \| 5e \| Hugo Houle \| Canada \| Israel-Premier Tech \| + 20 s \| \| 6e \| Quinten Hermans \| Belgique \| Intermarché-Wanty-Gobert Matériaux \| + 35 s \| \| 7e \| Mathieu Burgaudeau \| France \| TotalEnergies \| + 35 s \| \| 8e \| Kristian Sbaragli \| Italie \| Alpecin-Deceuninck \| + 35 s \| \| 9e \| Sjoerd Bax \| Pays-Bas \| Alpecin-Deceuninck \| + 35 s \| \| 10e \| Victor Koretzky \| France \| B&B Hotels-KTM \| + 35 s \| |                    |             |                                    |                 |
| |                    |             |                                    |                 |
| Source : ProCyclingStats |                    |             |                                    |                 |
| Classement de l'étape |                    |             |                                    |                 |
| Coureur | Coureur            | Pays        | Équipe                             | Temps           |
| 1er | Andreas Leknessund | Norvège     | Team DSM                           | 3 h 30 min 26 s |
| 2e | Nicola Conci       | Italie      | Alpecin-Deceuninck                 | + 16 s          |
| 3e | Axel Zingle        | France      | Cofidis                            | + 18 s          |
| 4e | Max Poole          | Royaume-Uni | Team DSM                           | + 18 s          |
| 5e | Hugo Houle         | Canada      | Israel-Premier Tech                | + 20 s          |
| 6e | Quinten Hermans    | Belgique    | Intermarché-Wanty-Gobert Matériaux | + 35 s          |
| 7e | Mathieu Burgaudeau | France      | TotalEnergies                      | + 35 s          |
| 8e | Kristian Sbaragli  | Italie      | Alpecin-Deceuninck                 | + 35 s          |
| 9e | Sjoerd Bax         | Pays-Bas    | Alpecin-Deceuninck                 | + 35 s          |
| 10e | Victor Koretzky    | France      | B&B Hotels-KTM                     | + 35 s          |

## Classements finals

### Classement général final
| \| Classement général \| Classement général \| Classement général \| Classement général \| Classement général \| \| Coureur \| Coureur \| Pays \| Équipe \| Temps \| \| ------------------ \| ------------------ \| ------------------ \| ---------------------------------- \| ------------------ \| \| 1er \| Andreas Leknessund \| Norvège \| Team DSM \| 16 h 11 min 32 s \| \| 2e \| Hugo Houle \| Canada \| Israel-Premier Tech \| + 8 s \| \| 3e \| Nicola Conci \| Italie \| Alpecin-Deceuninck \| + 9 s \| \| 4e \| Axel Zingle \| France \| Cofidis \| + 14 s \| \| 5e \| Victor Lafay \| France \| Cofidis \| + 15 s \| \| 6e \| Kévin Vauquelin \| France \| Arkéa-Samsic \| + 22 s \| \| 7e \| Max Poole \| Royaume-Uni \| Team DSM \| + 23 s \| \| 8e \| Quinten Hermans \| Belgique \| Intermarché-Wanty-Gobert Matériaux \| + 26 s \| \| 9e \| Carl Fredrik Hagen \| Norvège \| Israel-Premier Tech \| + 28 s \| \| 10e \| Sjoerd Bax \| Pays-Bas \| Alpecin-Deceuninck \| + 35 s \| |                    |             |                                    |                  |
| |                    |             |                                    |                  |
| Sources : ProCyclingStats Cycling Quotient Cycling Archives |                    |             |                                    |                  |
| Classement général |                    |             |                                    |                  |
| Coureur | Coureur            | Pays        | Équipe                             | Temps            |
| 1er | Andreas Leknessund | Norvège     | Team DSM                           | 16 h 11 min 32 s |
| 2e | Hugo Houle         | Canada      | Israel-Premier Tech                | + 8 s            |
| 3e | Nicola Conci       | Italie      | Alpecin-Deceuninck                 | + 9 s            |
| 4e | Axel Zingle        | France      | Cofidis                            | + 14 s           |
| 5e | Victor Lafay       | France      | Cofidis                            | + 15 s           |
| 6e | Kévin Vauquelin    | France      | Arkéa-Samsic                       | + 22 s           |
| 7e | Max Poole          | Royaume-Uni | Team DSM                           | + 23 s           |
| 8e | Quinten Hermans    | Belgique    | Intermarché-Wanty-Gobert Matériaux | + 26 s           |
| 9e | Carl Fredrik Hagen | Norvège     | Israel-Premier Tech                | + 28 s           |
| 10e | Sjoerd Bax         | Pays-Bas    | Alpecin-Deceuninck                 | + 35 s           |

### Évolution des classements
| Étape              | Vainqueur          | Classement général | Classement par points | Classement de la montagne | Classement du meilleur jeune | Classement par équipes | Prix de la combativité |
| ------------------ | ------------------ | ------------------ | --------------------- | ------------------------- | ---------------------------- | ---------------------- | ---------------------- |
| 1                  | Axel Zingle        | Axel Zingle        | Axel Zingle           | Stephen Bassett           | Axel Zingle                  | Cofidis                | non-attribué           |
| 2                  | Dylan Groenewegen  | Axel Zingle        | Amaury Capiot         | Stephen Bassett           | Axel Zingle                  | Cofidis                | Johan Ravnøy           |
| 3                  | Victor Lafay       | Victor Lafay       | Amaury Capiot         | Stephen Bassett           | Kévin Vauquelin              | Israel-Premier Tech    | Taco van der Hoorn     |
| 4                  | Andreas Leknessund | Andreas Leknessund | Axel Zingle           | Stephen Bassett           | Andreas Leknessund           | Alpecin-Deceuninck     | Andreas Leknessund     |
| Classements finals | Classements finals | Andreas Leknessund | Axel Zingle           | Stephen Bassett           | Andreas Leknessund           | Alpecin-Deceuninck     | non-attribué           |